# AIM1
AIM1‏ (Crystallin beta-gamma domain containing 1) هوَ بروتين يُشَفر بواسطة جين AIM1 في الإنسان.